# Туонь
Туонь (словац. Tôň) — село в окрузі Комарно Нітранського краю Словаччини. Площа села 9,5 км². Станом на 31 грудня 2015 року в селі проживало 758 жителів.

## Історія
Перші згадки про село датуються 1268 роком.

## Географія
Протікає канал Голяре-Косіги.

## Населення
| Рік:            | 1994. | 2004.   | 2014.   | 2024.   |
| --------------- | ----- | ------- | ------- | ------- |
| Кількість осіб: | 838   | 833     | 790     | 718     |
| Різниця:        |       | -0,59 % | -5,16 % | -9,11 % |

| Рік:            | 2023. | 2024.   |
| --------------- | ----- | ------- |
| Кількість осіб: | 711   | 718     |
| Різниця:        |       | +0,98 % |